# Шульминский, Станислав Александрович
Станислав Александрович Шульминский (10 июля 1894, Одесса, Одесский уезд, Российская империя — 27 ноября 1941, Ухта, Коми АССР, СССР) — слуга Божий, священник Римско-католической церкви, жертва репрессий в СССР.

## Биография

### Детство и юность
Станислав Александрович Шульминский родился в Одессе 10 июля 1894 года в семье Александра Павловича Шульминского и Хелены Выховской. Родители его были польскими дворянами: отец работал в сфере образования, мать занималась домом и детьми. В 1905 году семья переехала в родовое гнездо Шульминских в Каменце-Подольском.
Станислав Шульминский воспитывался в духе католического благочестия. С детства он имел слабое здоровье. В подростковом возрасте пережил нервный срыв. Преодолеть кризис ему помог духовник, священник Владислав Дворжецкий, настоятель церкви Святейшей Троицы в Каменце-Подольском.

### Годы учёбы
В 1915 году окончил среднюю восьмилетнюю сельскохозяйственную школу в Каменце-Подольском. В 1918 году поступил в Житомирскую семинарию. Во время обучения принимал участие в работе миссионерского и библеистского кружков. 15 марта 1919 года принял монашество. В мае того же года Житомирская римско-католическая семинария была закрыта. 1 октября 1919 года её немногочисленных семинаристов перевели в Тарнувскую семинарию, которую Станислав Шульминский закончил 29 июня 1923 года.
Ещё во время обучения, в апреле 1922 года принял посвящение в остиарии и чтецы, а в июне в экзорцисты и аколиты. В 1923 году он был посвящён в субдиаконы и диаконы. После окончания семинарии, в Бучаче 8 июля 1923 года Станислав Шульминский был рукоположён в священники.
В октябре 1923 года он был определён студентом на кафедру сравнительного богословия теологического факультета Люблинского университета. В это время особое внимание уделял исследованию проблем униатства, печатал в местной прессе статьи по вопросам унии. Неоднократно обращался к церковному руководству с просьбой направить его на миссию в СССР. Перестал просить об этом после того, как получил категорический отказ от Святого Престола. Нервное напряжение во время обучения в университете негативно сказалось на его слабом здоровье. 26 июня 1928 года, выдержав публичный экзамен, Станислав Шульминский получил степень лиценциата богословия.

### Годы служения
С 1927 — профессор восточного богословия в Луцкой духовной семинарии. 15 августа 1928 вступил в новициат конгрегации отцов паллотинцев в Олтажеве, с 1930 был духовным отцом в паллотинской гимназии в Вадовицах, в 1932—1939 — профессором восточного богословия и духовником в высшей семинарии паллотинцев в Сухарах и в Олтажеве. В 1937 основал организацию «Апостолат Единства». В личных заметках писал: 

Надо идти по прежде начертанному пути. Священнику должен быть свойственен дух самозабвения и он должен каждодневно приносить себя в жертву, так же, как ежедневно приносит Жертву Наисвятейших Тела и Крови.

### Арест и заключение
В 1939 был направлен в новую миссию паллотинцев близ границы с СССР, но не доехал до места служения из-за начавшейся войны. В том же году был арестован советскими властями, находился в тюрьме в Барановичах. В 1940 приговорён к пяти годам лишения свободы как социально опасный элемент и отправлен в лагерь в Ухту, где занимался пастырской деятельностью: тайно служил Мессу, исповедовал, помогал другим заключённым, в том числе оказывая им медицинскую помощь.
В 1941, после начала Великой Отечественной войны, был, как и другие поляки, амнистирован, открыто отслужил Мессу для освобождаемых польских граждан. Но сам при этом остался в лагере, возможно — добровольно, для пастырского служения. Скончался от истощения и тяжёлых условий жизни в заключении.

### Почитание
В 1981 в церкви духовной семинарии в Олтажеве (Польша) была установлена памятная доска «В честь достославного священника Станислава Шульминского, умершего в трудовом лагере (Ухта) 27.XI.1941 г. за дело воссоединения Православной Церкви с Католической Церковью». В 1992 был проведён «Год о. Станислава Шульминского». В 2003 начался официальный процесс беатификации (причисления к лику блаженных) священника Станислава Шульминского.